# مهرجان الروبيان
مهرجان” ايل اوف ايت فلاجز«للروبيان هو عبارة عن مهرجان سنوي يُعقد في»فرناندينا بيتش «بفلوريدا. أقيم أول مهرجان باسم مهرجان» ذا شريمب بوت“ الذي عُقد في 1964. يقام المهرجان عادةً في الأسبوع الأول من شهر مايو. أنشطة وأحداث هذا المهرجان تضم  طبخ وبيع الروبيان والمأكولات البحرية. وتضم أيضًا عرض وبيع الفنون والحرف اليدوية والمقتنيات والتحف والموسيقى الحية  ومسابقة «ذا مس شريمب فيستفال»، وعرض الألعاب النارية والموكب.
تعتبر إقامتهم للمهرجان عام 2013 احتفالا أيضًا بالذكري الخمسين، وتم الاحتفال وقتها أيضًا بـ”عام الروبيان الذهبي".